# قهوه‌ای‌بالان درختی
قهوه‌ای‌بالان درختی (نام علمی: Lethe) نام یک سرده از تبار تبار قهوه‌ای‌بال است.